# Bosrandspinner
De bosrandspinner (Eriogaster catax) is een vlinder uit de familie van de  spinners. De wetenschappelijke naam is gepubliceerd in 1758 door Linnaeus in de tiende editie van Systema naturae.
De soort komt voor in Europa.
1. ↑  (en) Bosrandspinner op de IUCN Red List of Threatened Species.